# هنري كالفين
هنري كالفين (بالإنجليزية: Henry Calvin)‏ هو ممثل أمريكي، ولد في 25 مايو 1918 في الولايات المتحدة، وتوفي بنفس المكان في 6 أكتوبر 1975 بسبب سرطان.

## أعمال

### أفلام
- (1965) سفينة السفهاء

### مسلسلات
- زورو

## وصلات خارجية
- هنري كالفين على موقع IMDb (الإنجليزية)
- هنري كالفين على موقع ألو سيني (الفرنسية)
- هنري كالفين على موقع أول موفي (الإنجليزية)
- هنري كالفين على موقع قاعدة بيانات برودواي على الإنترنت (الإنجليزية)
- هنري كالفين على موقع قاعدة بيانات برودواي على الإنترنت (الإنجليزية)
- هنري كالفين على موقع قاعدة بيانات الأفلام السويدية (السويدية)
- هنري كالفين على موقع قاعدة بيانات الفيلم (الإنجليزية)
- هنري كالفين على موقع كينوبويسك (الروسية)